# Pont-sur-Meuse
Pont-sur-Meuse és un municipi francès situat al departament del Mosa i a la regió del Gran Est. L'any 2007 tenia 142 habitants.

## Demografia

### Població
El 2007 la població de fet de Pont-sur-Meuse era de 142 persones. Hi havia 68 famílies, de les quals 24 eren unipersonals (16 homes vivint sols i 8 dones vivint soles), 16 parelles sense fills, 20 parelles amb fills i 8 famílies monoparentals amb fills.
La població ha evolucionat segons el següent gràfic:
Habitants censats

### Habitatges
El 2007 hi havia 70 habitatges, 67 eren l'habitatge principal de la família, 1 era una segona residència i 3 estaven desocupats. 64 eren cases i 6 eren apartaments. Dels 67 habitatges principals, 59 estaven ocupats pels seus propietaris i 8 estaven llogats i ocupats pels llogaters; 4 tenien dues cambres, 10 en tenien tres, 23 en tenien quatre i 30 en tenien cinc o més. 27 habitatges disposaven pel capbaix d'una plaça de pàrquing. A 38 habitatges hi havia un automòbil i a 21 n'hi havia dos o més.

### Piràmide de població
La piràmide de població per edats i sexe el 2009 era:
| Homes | Edats   | Dones |
| ----- | ------- | ----- |
| 0     | 95 o +  | 0     |
| 0     | 90 a 94 | 0     |
| 0     | 85 a 89 | 0     |
| 0     | 80 a 84 | 0     |
| 0     | 75 a 79 | 8     |
| 4     | 70 a 74 | 4     |
| 8     | 65 a 69 | 8     |
| 4     | 60 a 64 | 0     |
| 0     | 55 a 59 | 0     |
| 4     | 50 a 54 | 8     |
| 16    | 45 a 49 | 4     |
| 0     | 40 a 44 | 8     |
| 12    | 35 a 39 | 4     |
| 0     | 30 a 34 | 0     |
| 8     | 25 a 29 | 4     |
| 12    | 20 a 24 | 0     |
| 4     | 15 a 19 | 0     |
| 4     | 10 a 14 | 0     |
| 4     | 5 a 9   | 8     |
| 0     | 0 a 4   | 4     |

## Economia
El 2007 la població en edat de treballar era de 90 persones, 63 eren actives i 27 eren inactives. De les 63 persones actives 56 estaven ocupades (34 homes i 22 dones) i 7 estaven aturades (3 homes i 4 dones). De les 27 persones inactives 7 estaven jubilades, 7 estaven estudiant i 13 estaven classificades com a «altres inactius».

### Ingressos
El 2009 a Pont-sur-Meuse hi havia 67 unitats fiscals que integraven 151 persones, la mediana anual d'ingressos fiscals per persona era de 15.005 €.

### Activitats econòmiques
Els 2 establiments que hi havia el 2007 eren d'empreses de construcció.
Dels 2 establiments de servei als particulars que hi havia el 2009, 1 era un paleta i 1 lampisteria.
L'any 2000 a Pont-sur-Meuse hi havia 3 explotacions agrícoles que ocupaven un total de 441 hectàrees.

## Poblacions més properes
El següent diagrama mostra les poblacions més properes.